# Charlie Perry (Musiker)
Charlie Perry (* 1924 in New York City; † 14. Juli 1998 in Middle Island, New York) war ein US-amerikanischer Jazzmusiker (Schlagzeug, Arrangement) und Musikpädagoge.

## Leben und Wirken
Perry spielte 1942 im Nick Jerret Orchestra, bevor er zum Militärdienst einberufen wurde; 1945 bei den Manor All Stars (einer Studioband u. a. mit Turk Van Lake und Kai Winding). In den Nachkriegsjahren arbeitete er in den Bands von Benny Goodman, Jimmy Dorsey, Stan Kenton, Alvino Rey und Buddy Morrow. Außerdem nahm er in dieser Zeit mit Buddy Stewart, Dave Lambert, Allen Eager, Stan Getz, Herb Lance, Al Haig und George Wallington auf. Um 1950 spielte er Bud Powell und Miles Davis. In den 1950er-Jahren war er an Aufnahmesessions u. a. von John LaPorta, Teddi King und zuletzt um 1961 bei Mal Waldron beteiligt. Im Bereich des Jazz war er zwischen 1944 und 1961 an 38 Aufnahmesessions beteiligt.
Perry, der in Long Island lebte, war in späteren Jahren vorwiegend als Schlagzeuglehrer und Perkussionshistoriker tätig; Zu seinen Schülern zählen u. a. Peter Erskine und Mickey Roker. Mit Jack DeJohnette schrieb er das Lehrbuch the Art of Modern Jazz Drumming (1984).